# Torsätrastenen
Torsätrastenen, med signum U 614, är en runsten från Torsätra i Västra Ryd socken i Uppland. År 1967 flyttades stenen till Historiska museet, Stockholm. 

## Stenen
Stenen av ljusgrå granit är cirka 145 cm hög, 100 cm bred och 30 cm tjock. Runhöjden är 5-7,5 cm. Inskriften på stenens sydöstra sida är imålad med rödfärg. Vid arkeologisk slutundersökning år 1967 i samband med anläggande av ett militärt övningsfält undersöktes och borttogs stenen. I skoningsröset kring stenen påträffades fynd av modernare karaktär både i fyllningen och på dess undersida. Troligen hade den blivit flyttad, omrest och stöttad i senare tid. På vägens andra sida fanns den snarlika U 613.

## Inkriften
Translitterering: * skuli * auk * folki * lata * reisa * þinsa * stein * iftR * broþur * sin * husbiorn * hn us| |siok * uti * þa þiR * kialt * toku * a kutlanti *
Normaliserad: Skuli ok Folki lata ræisa þennsa stæin æftiR broður sinn Husbiorn/Asbiorn. Hann vas siukR uti, þa þæiR giald toku a Gutlandi.
Nusvenska: Skule och Folke läto resa denna sten efter sin broder Husbjörn. Han blev sjuk ute, då de togo gäld på Gotland.

## Tolkningar
Inskriften är osignerad men har tillsammans med U 613 blivit tillskriven runristaren Visäte som var aktiv under 1000-talets andra hälft. En närmare datering av inskriften är omkring 1060-1070.
Stenen restes till minne av en broder som antingen hette Húsbjôrn eller Asbjörn och som blev sjuk och dog på eller på väg till Gotland. Wessen tolkar uti som "borta på färden" eller "borta från hemlandet".  Inskriften har runorna kialt * toku * a kutlanti * (gjald tóku á Gotlandi) i betydelsen "tog betalning på Gotland" ristade utanför ormen. Gjald användes för betalningar som tagits i England på runstenarna Sö 166 i Grinda, U 194 i Väsby, U 241 i Lingsberg, U 344 i Yttergärde och Vg 119 i Sparlösa vars sammanhang dock är oklart. P.g.a att man kan datera stenen igenom stilistik, tolkningar av ord uti och kialt är avgörande för att förstå när Gotland blev del av Sverige. Man väljer "utomlands" och "gäld" (på samma sätt som tagits i England) för självständigt land istället för "på väg, inte hemma" och "skatt" för svenskt territorium.
Torsätrastenen bevisar således att även en sveakung lät insamla gäld i form av skatter och i det här fallet från Gotland. Andra runstenar som nämner Gotland är Sö 174 i Aspö, den numera försvunna U 414 i Norrsunda, U 527 i Frötuna, DR 220 i Sønder Kirkeby, DR 259 i Fuglie och möjligen Sö 47 i Valsta där texten har skadats. Även U 375 i Vidbo hänvisar till en plats på Gotland. På U 527, som liknar U 614, konstateras att den avlidne likaså dog av en sjukdom på Gotland.